# Eutenhofen (Dietfurt an der Altmühl)
Eutenhofen ist ein Gemeindeteil der Stadt Dietfurt an der Altmühl im Landkreis Neumarkt in der Oberpfalz in Bayern.

## Lage
Das Pfarrdorf liegt nordöstlich vom Gemeindesitz auf der Hochfläche der südlichen Frankenalb in einer Polje. Von der Staatsstraße 2324 zweigt in Predlfing eine Gemeindeverbindungsstraße in Richtung Osten bzw. in Erggertshofen in Richtung Südosten nach Eutenhofen ab. Verbindungsstraßen bestehen zu den Nachbarorten Pestenrain und Gundelshofen.

## Geschichte
Eutenhofen kam 1002 als Geschenk König Heinrichs II. an das Benediktinerinnenkloster Neuburg an der Donau. Nach dessen Aufhebung in der Reformation erhielt der Herzog von Bayern das Patronatsrecht, so dass der Ort katholisch blieb. Im 14. Jahrhundert hatten die Flügelsberger von Meihern hier Besitz.
Im Februar 1909 wurde das Dorf von einer großen Überschwemmung infolge plötzlichen Tauwetters nach tagelangen Schneefällen bei noch vereisten Dolinen heimgesucht; in den Fluten ertrank viel Vieh. 1933 hatte der Ort 271 und 1939 262 Einwohner. Der Zehentstadel neben der Pfarrkirche wurde in den 1970er Jahren abgerissen.
Eutenhofen war eine Gemeinde im Landgericht Riedenburg, Bezirksamt Hemau, ab 1880 im Bezirksamt Beilngries und ab 1909 im Bezirksamt Riedenburg. Einziger Ort der Gemeinde bei der Gründung war das Pfarrdorf Eutenhofen. Im Jahr 1938 wurde die Gemeinde Predlfing mit ihren Orten Gundelshofen, Pestenrain und Predlfing eingegliedert. Die Gemeindefläche vergrößerte sich dadurch von etwa 401 auf etwa 1029 Hektar. Im Zuge der Gebietsreform in Bayern wurde die Gemeinde Eutenhofen am 1. Januar 1972 in die Stadt Dietfurt an der Altmühl eingemeindet.

## Katholische Pfarrkirche Mariä Aufnahme in den Himmel
Die heutige Kirche wurde in der Barockzeit ab 1719 an der Stelle der früheren Kirche erbaut und 1736 geweiht. Sie besteht aus einem dreijochigen Langhaus mit Vorzeichen und einem im Osten angesetzten, 1734 in dieser Form ausgebauten Chorturm, der im Untergeschoss quadratisch ist, im Obergeschoss ein Oktogonmit einer Zwiebelhaube aufweist. Der viersäulige Hochaltar von 1725 hat lebensgroße Holzfiguren des hl. Josef und des hl. Joachim eines Bildhauers aus Velburg; das Altarblatt zeigt die Verehrung Mariens im Himmel durch Heilige und die Diskussion von Bischöfen über das Glaubensgeheimnis der Himmelfahrt Mariens. Das Deckenfresko über dem Altar stellt Maria als Schutzengelmadonna mit der Äbtissin von Neuburg dar. Das Langhausdeckenfresko Sieg Michaels mit apokalypt. Weib, Sündenfall, Himmelfahrt Mariä sowie die Fresken David, Madonna mit Kind, Triumph Judiths / Ruth und die Darstellung im Tempel sind von dem Kunstmaler Josef Wittmann im Jahre 1917 gemalt. Die Seitenaltäre sind den Vierzehn Nothelfern und dem hl. Wendelin gewidmet. – Die Pfarrei wird seelsorgerlich von Töging aus betreut.

## Vereine
- Freiwillige Feuerwehr Eutenhofen
- KLJB (Katholische Landjugend-Bewegung) Eutenhofen
- MF (Motorradfreunde) Eutenhofen
- Obst- und Gartenbauverein Eutenhofen
- Kriegerverein Eutenhofen
- Katholischer Frauenkreis Eutenhofen